# Fyn
Fyn (njem. Fünen) je treći danski otok po veličini. Nalazi se u regiji Južna Danska (55° 25'N i 10° 25'E). Ima 2,984 km² i 447 000 stanovnika. Između Fyna i danskog kopna je morski prolaz Mali Belt, a između Fyna i otoka Zelanda Veliki Belt. Preko svih tih prolaza danas vode mostovi (djelomično podmorski tuneli) koji Dansku povezuju sa Švedskom. Najveći grad na otoku je Odense (rodni grad Hansa Christiana Andersena).

## Gospodarstvo
Razvoju poljoprivrede i stočarstvu pogoduje blaga klima. Na otoku se više od 82%  nalazi pod kulturama a ostalo su šume (9%), sačuvane na jugozapadnim brežuljcima, tresetišta i neplodno tlo. Najvažnije luke na otoku su Svendborg, Nyborg, Middelfart i Faaborg.
Turistički je značajan dvorac Egeskov.